# Carte postale
Pour les articles homonymes, voir Carte postale (homonymie) et Carte.
La carte postale est un moyen de correspondance écrite qui se présente sous la forme d'un morceau de papier cartonné rectangulaire, de dimensions variables (le format le plus courant est le format A6, soit 10,5 × 14,8 cm), envoyé traditionnellement sans enveloppe, l'adresse et l'affranchissement y étant portés directement, aux côtés du message.
Dans les années 1890, les cartes postales deviennent illustrées grâce aux procédés de photo-mécanisation (dont la photogravure).

## Fonctions
La carte postale sert principalement à l'envoi d'un message court, par principe sans enveloppe. Souvent, les administrations postales ont un tarif « carte postale », moins élevé que celui de la lettre habituelle, ce qui explique, à l'origine, sa raison d'être, et son succès à une certaine époque.
Dans les années 1900 à 1920, âge d'or de la carte postale, l'usage en était pratiquement quotidien, de sorte qu'avant la diffusion générale du téléphone, il n'était pas rare de l'utiliser d'un quartier à l'autre de la même ville, par exemple pour se donner rendez-vous le lendemain, comme on le faisait avec la carte de visite.
Selon les modèles et les époques, un des côtés, appelé recto, peut porter une illustration dessinée ou photographique, à vocation, notamment, touristique, artistique ou humoristique.
C'est surtout depuis 1900, grâce à son illustration, que la carte postale est considérée comme objet de collection.

## Histoire
Si l'Angleterre est en 1840 le berceau du timbre-poste et du premier entier postal illustré, l'Autriche est bien celui du principe de la carte postale : un carton de forme rectangulaire et à poids constant préimprimé des deux côtés, avec un espace réservé au message à l'avers, et un espace réservé à l'adresse et au timbre au revers. Le docteur Heinrich von Stephan, directeur-général des Postes et principal initiateur de l'Union postale universelle, propose, en 1865, et ce, pour la première fois, un mémoire sur la carte postale, à la conférence postale de Karlsruhe. L'idée n'est pas reprise tout de suite et il faut attendre le 1er octobre 1869, à Vienne, pour que le professeur Emmanuel Hermann convainque l'administration postale autrichienne de l'intérêt de ce support.

### Premières «cartes postales» en France

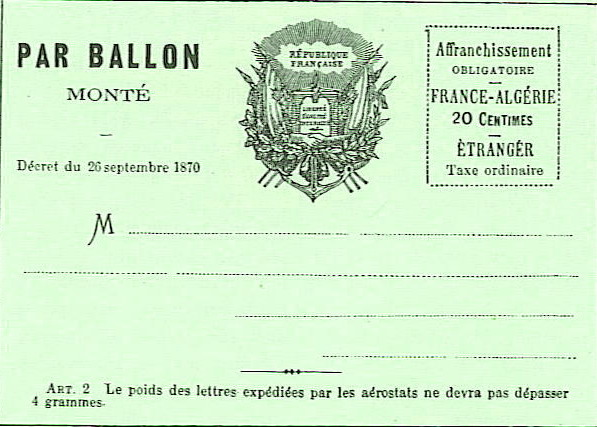
Carte-poste de Paris par ballon monté (1870-1871), préaffranchie à 20 centimes, le principe ici dérive de l'entier postal.

#### Guerre franco-prussienne

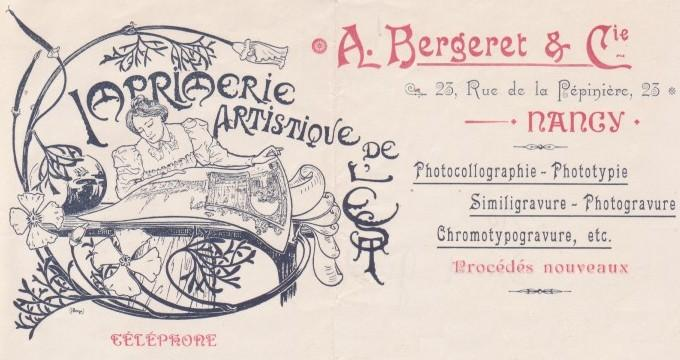
Logo et entête des Imprimeries Albert Bergeret et Cie. de Nancy.

En 1870, dans le cadre de la guerre franco-prussienne, la Société de secours aux blessés militaires des armées de terre et de mer, émet une carte pour permettre la communication interne entre les comités locaux de cette société. Le 12 août 1870, la ville de Strasbourg, assiégée par l’armée du général Von Werder, refuse toujours de se rendre. Le comité strasbourgeois de la Société de secours aux blessés, qui possède un stock de ces cartes, propose au général prussien de laisser les blessés et les assiégés communiquer avec leur famille. Le général accepte. Les cartes sont affranchies d’un timbre prussien de 6 Kreuzer. Ce courrier est censuré à Karlsruhe, puis transite par Bâle. Ces premières cartes postales à circuler en France sont transmises par deux administrations étrangères, allemande et suisse, et sont affranchies avec un timbre prussien.
La guerre franco-allemande de 1870 et les annexions de l'Alsace-Lorraine ont eu de graves conséquences et les cités de l'Est de la France ont vu, du fait de la présence de grandes concentrations militaires, l'émergence d'une multitude de cabinets de photographie. Nancy, devenue de par sa situation géographique la capitale régionale, vit sa population exploser par l'afflux des populations ayant opté pour la France. Un fameux ingénieur, Henri Bellieni, quitta Metz et vint ouvrir une boutique d'optique et de matériels photographiques en plein cœur de Nancy. La convergence de ces différents éléments fit bientôt de Nancy la plaque tournante de la carte postale illustrée. Au-delà des artistes symptomatiques de l'école de Nancy tels Victor Prouvé ou Henri Bergé, ce sont les imprimeurs Humblot, Royer ou Bergeret qui vont rapidement connaitre un succès. L'implantation de nombreux régiments induit une multiplication des envois postaux à destination de leurs familles par des jeunes gens venus de tout l'hexagone et désireux d'établir des communications répétées et à moindre coût. 
Le berceau nancéien va devenir le fleuron du berceau de la carte postale illustrée. L'exemple d'Albert Bergeret est, à cet égard, tout à fait significatif. 
- En juin 1898, il installe à Nancy son premier atelier de phototypie.
- En 1900, 65 ouvriers y travaillent sur 17 presses qui produisent 25 millions de cartes postales.
- En 1901 : 30 millions de cartes.
- En 1905 : Bergeret fusionne avec Humblot et Helminger et forment les célèbres Imprimeries réunies qui produisent alors 90 millions de cartes annuellement.
- En 1909 : la production annuelle nancéienne atteint 100 millions soit presque le quart de la production nationale ! Les Imprimeries réunies imprimaient à elles seules 500 000 cartes postales par jour.
- De 1900 à 1930, la production des seules imprimeries de Nancy atteint 3 milliards de cartes.

#### La carte-poste
Durant le siège de Paris, la section des Postes de la capitale crée les cartes-poste : elles sont « en carton d'un poids de 3 grammes au maximum, et de 11 centimètres de long sur 7 centimètres de large et portent, sur l'une des faces l'adresse du destinataire et, sur l'autre, la correspondance du public ». Ces « formules postales » seront très utilisées durant les cinq mois suivants. Contrairement aux cartes de 1872, elles sont fabriquées et vendues par des entreprises privées, et affranchies par l'utilisateur pour « envoi ouvert » par ballon monté, avec l'adresse du destinataire d'un côté et la correspondance de l'autre.

#### Loi sur la carte postale

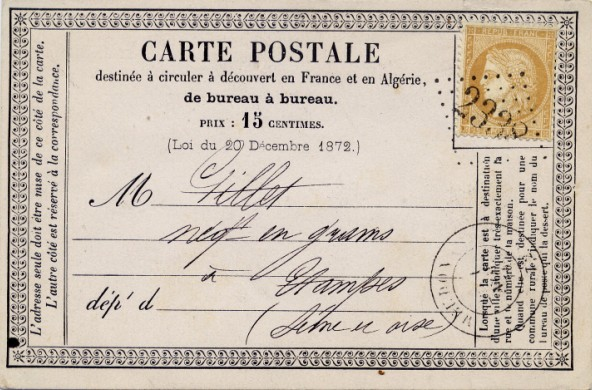
Une carte postale officielle de 1874, recto.

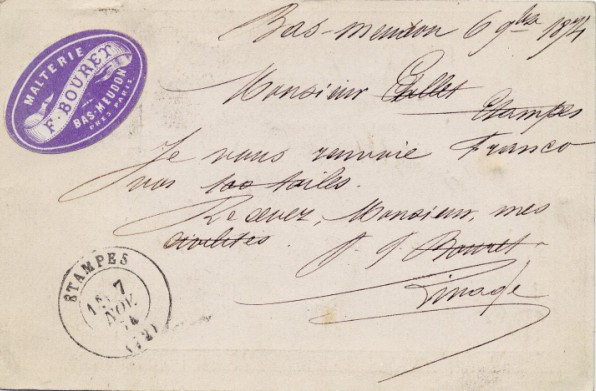
Même carte postale de 1874, verso : réservée à une courte correspondance ici de type commerciale.

Le 19 décembre 1872, la loi de finance, sur proposition du député Louis Wolowski, introduit en France de façon officielle la carte postale,. L'utilisation de la carte postale officielle n'intervient, en France, qu'à partir du 15 janvier 1873 avec les caractéristiques techniques de 0 m 12 de largeur, 0 m 08 de hauteur et avec un poids compris entre 2 grammes et 5 grammes.
Deux types de cartes postales sont d'abord mis en vente dans les bureaux de poste. L'une, de couleur jaune, affranchie à 10 centimes, est destinée à circuler à découvert en France et en Algérie, dans l'intérieur d'une même ville, ou dans la circonscription d'un même bureau. L'autre, affranchie à 15 centimes, peut circuler de bureau à bureau. La seule forme d'illustration de cette carte postale officielle est une frise large de 4 mm, encadrant la partie réservée à l'adresse du destinataire et portant le timbre d'affranchissement et les indications administratives. Le public fait à cette première carte un accueil favorable. Sept millions d'exemplaires s'écoulent en une semaine.
Jusqu'en 1875, la carte postale en France est restée un monopole de l'administration des postes, ce qui ne signifie pas que des commerçants et des industriels n'en aient pas fait usage, à titre publicitaire, avant cette date. De même que d'autres supports cartonnés et rectangulaires ont été détournés à des fins postales.

### La carte postale illustrée

#### Premières tentatives
En 1873, à Paris, les magasins À la Belle Jardinière font reproduire, au recto des cartes postales officielles, de petites illustrations en noir et blanc, des gravures sous la forme d'eau-forte, représentant leurs immeubles de la rue du Pont-Neuf.
Dans les années 1880, la photo format cabinet, dérivée du principe de la photo-carte de visite, mais plus grande (16,5 × 11,4 cm), est détournée pour l'usage de la correspondance et se fait sous pli : le poids élevé entraîne des frais d'acheminement plus élevés que pour une lettre. L'un des premiers studios à produire de tels supports spécialement destinés à la correspondance est Ernest William Donney (1829-1915), établi à Londres, qui obtient l'aval du Post Office. Au dos de l'image photographique (au départ un tirage sur papier albuminé contrecollé sur la carte), la publicité du studio est plus petite, laissant de la place pour le message.
La carte postale s'émancipe lentement du cadre officiel : ainsi, lors de l'Exposition universelle de 1889, une carte dessinée (le dessin est reproduit par un procédé de gravure mécanique) représentant la tour Eiffel est vendue à 300 000 exemplaires. L'expérience reste exceptionnelle.
Le Marseillais Dominique Piazza semble être en 1891 l'un des premiers à avoir commercialisé, en France, des cartes postales comportant une reproduction de cliché photographique : le procédé d'impression photomécanique peut être la typogravure, la similigravure ou la phototypie, et reste cher et encore balbutiant. Dès 1892, d’autres villes du sud de la France emboîtent le pas, suivies de Paris. Cependant, les « cartes photo-imprimées » restent excessivement rares avant 1897 du fait des coûts de fabrication et des difficultés techniques inhérentes aux procédés photomécaniques alors en pleine mutation : le rendu est « sale », les contrastes pauvres et souvent peu lisibles. C'est à cette époque que l'imprimeur Neurdein va éditer des cartes pour chaque ville importante de France, et qu'Albert Bergeret, dès 1898, va produire des cartes illustrant l'Est de la France. Émile Straus, dit « Papyrus » (1865-1939), lance en 1899 La Carte postale illustrée, le bulletin de l'International Poste-Carte Club.

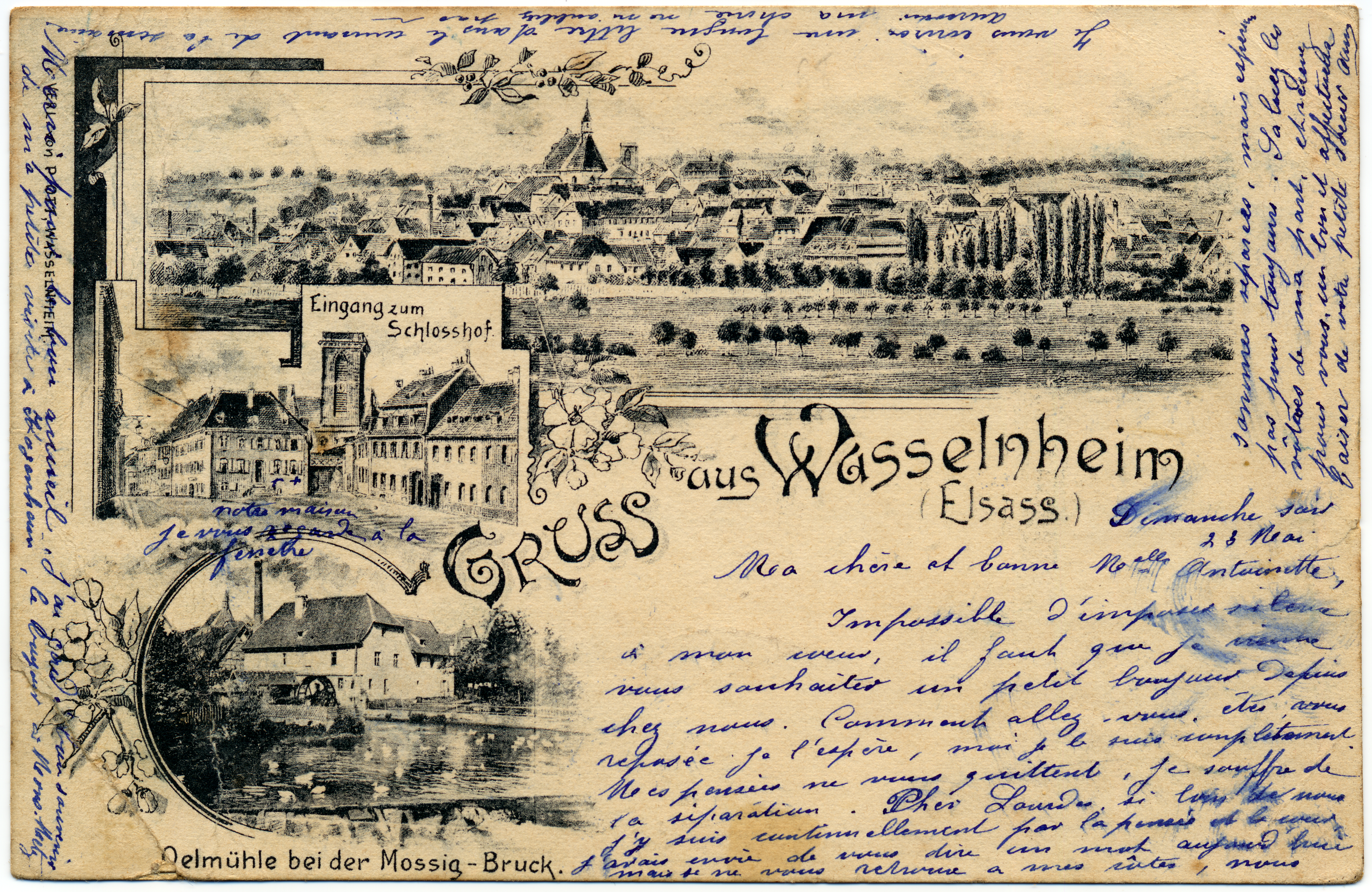
Grüss aus Wasselnheim, de l’imprimeur alsacien Pie Ott à Wasselonne, vers 1890.

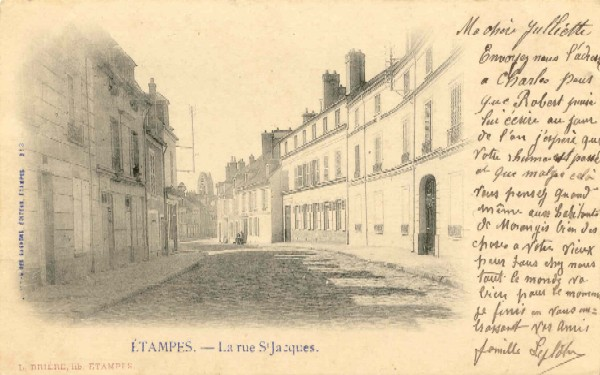
Une carte postale de 1903, verso.

Durant la période qui court de l’exposition universelle de 1889 à celle de 1900, outre les cartes officielles constituées surtout d’entiers postaux illustrés, apparaissent les « Gruss ». Ces cartes allemandes, conviviales et à plans multiples, adressent souhaits, salut et remerciements. Elles allient perfection et raffinement.
La carte postale passe occasionnellement à la couleur et adopte la photochromie, elle acquiert alors une notoriété considérable avec l'exposition universelle de 1900 à Paris, où les tirages, coûteux, peuvent être rentabilisés du fait de l'affluence. 
Jusqu'au début de l’année 1904, il était interdit d'écrire au recto de la carte postale. Trois ou quatre lignes horizontales, sur toute la largeur de la carte, permettaient d'inscrire la seule adresse du destinataire. La photographie (au verso) ne recouvrait pas la totalité de l’espace, pour permettre la correspondance à côté de l’image. On parle alors de « carte nuage » ou « carte nuageuse ».

#### Le tournant de 1904: division du recto en deux parties
L'arrêté ministériel du 18 novembre 1903, portant exécution au 1er décembre suivant, impose à partir de 1904 de diviser le recto de la carte postale en deux parties, l'une, à gauche, réservée à la correspondance, et l'autre, à droite, à l'adresse,. Dès lors, la photographie peut librement occuper tout le verso.
Si, à l'origine, la carte postale est un document presque exclusivement postal, imprimé par l’administration, à cette époque, des photographes, profitant des nouvelles avancées techniques, vendent leur production à une clientèle aisée sur les principaux lieux touristiques.
La carte postale va aider la photographie à se diffuser à travers le monde et dans toutes les couches sociales. Le public souhaite tellement s'approprier l'image qu'on en vient même à faire développer des photos au format carte postale : c'est ce qu'on appelle les « cartes-photos ».

### L'âge d'or de la carte postale
L'âge d'or de la carte postale se situe dans le premier quart du XXe siècle et plus particulièrement pendant la Première Guerre mondiale qui voit les autorités militaires encourager son utilisation qui facilite le travail de la censure et permet de véhiculer des dessins patriotiques, véhicule des messages « bourrage de crâne », la carte postale devenant ainsi un outil de propagande et un outil au service de la guerre de l'information.
Des éditeurs français ont l'idée de lancer des collections de cartes artistiques : en 1901, c'est le cas du coloriste Émile Greningaire qui publie la Collection des cent, aujourd'hui très recherchée, ou de la collection Les Maîtres de la carte postale. Des marques alimentaires et de consommation courante s'associent à ce procédé pour faire de la réclame, telles Byrrh et JOB. La carte postale peut être vue comme une mini-estampe et elle est déjà un objet de collection.
Cependant, en tant qu'outil de communication, elles circulent par millions, dans le monde entier. Les éditeurs de cartes postales foisonnent, et le moindre buraliste du plus petit village tient à voir son nom imprimé sur les cartes qu'il ne fait que diffuser, pour le compte d'un grossiste de la région.

### Le déclin
À partir des années 1920, les productions sont de moindre qualité. Par souci de rentabilité, les éditeurs font le choix de procédés et de matériaux médiocres et, d'autre part, ils diffusent surtout des vues générales, plus impersonnelles, au détriment de scènes plus typées, mais aussi plus rapidement obsolètes.
Mais, surtout après 1918, l'inépuisable créativité de certains éditeurs et illustrateurs ne parvient pas à enrayer une tendance de fond liée à l'évolution des modes de vie. La carte postale connaît un déclin quantitatif continuel et finit par disparaître de la vie quotidienne, au profit de nouveaux modes de communications (surtout le téléphone, puis le courriel) et de nouvelles pratiques de l'image (d'abord avec le développement de la photographie amateur, puis celui des appareils numériques et des pièces jointes).
Durant les années 2010, l'évolution sensible du taux d'équipement en téléphones portables capables de prendre des photos et de les envoyer n'est pas susceptible d'encourager l'achat de carte postale de type touristique.
On distingue deux périodes, au cours de cette longue évolution : celle des cartes dites « semi-modernes » (de 1918 à 1975), puis celle des cartes dites « modernes » (de 1975 à nos jours). Mais, cette distinction, traditionnelle chez les cartophiles, paraît bien artificielle. Elle reflète surtout le point de vue subjectif des spécialistes de la cartophilie, dont les recherches se sont développées surtout depuis le milieu des années 1970. Il faut cependant citer quelques pionniers de ce type de support rattaché à l'iconographie populaire : le Français John Grand-Carteret par exemple qui a produit de dizaines d'essais sur la question des images et notamment sur celle des cartes postales.
D'autres cartophiles font la distinction entre
- les cartes postales anciennes (notées « CPA »), imprimées grâce au procédé de la phototypie, jusque dans les années 1940 ;
- les cartes postales semi-modernes (notées « CPSM »), produites par en héliogravure (gravure photomécanique sur cuivre), entre les années 1930 et 1970 — les cartes à bords dentelés en sont le modèle le plus connu ;
- les cartes postales modernes (notées « CPM »), imprimées en offset, qui offrent des contrastes moins prononcés.

En réaction, on constate chez les éditeurs, depuis la fin des années 1970, un renouveau des sujets proposés : cartes humoristiques élaborées, recours à des photographes célèbres, reproduction d'affiches et de tableaux de maîtres, paysages sublimés... Par ailleurs, la carte postale redevient un support publicitaire prisé et un moyen de diffusion de la photographie d'art, un outil muséographique, comme l'était l'estampe imprimée en photoglyptie au siècle précédent.

### Carte postale sonore
Un procédé français remonte à 1904, on gravait pour le destinataire sur une gélatine durcie un message lisible sur un procédé gramophone. Le support dispose alors d'un trou en son centre. Un nouveau procédé sonore musical se fait jour dans les années 1920. Le plus connu apparaît en Allemagne, la marque Weco Tonbild y lance une série musicale en 78 tours à partir de 1928. La société Fonoscope The Singing Postcard (Phonoscope, en France) connaît un certain succès dans les années 1950-1960. D'autres marques fleurissent en France comme Discoflex, Mexisonor, Punch, Photochrom, Musicarte, Secitem... Tous les supports présentent en leur centre un trou destiné à la lecture sur tourne-disque ; certains formats reprennent celui standard de la carte postale, d'autres développent des formats plus grands, par exemple le 187 x 147 mm

## Différentes catégories de cartes postales
La variété des cartes postales est presque infinie.

### Classement en fonction de la date d'édition
Gérard NEUDIN a édité à partir de 1974 un catalogue qui se voulait un référentiel de prix pour les cartes postales de France, principalement. Il y distingue plusieurs périodes :
- les « précurseurs » postaux ou cartes-poste (entre 1856 et 1873) ;
- les « pionnières », en France à partir du 15/01/1873 et jusqu'en 1900 ;
- les « cartes de l'âge d'or » de 1900 à 1918, qu'on peut regrouper sous la désignation de « carte postales ancienne » (CPA), avec deux époques marquées par la séparation de la face écrite en 1904 pour la France et en 1906 pour d'autres pays ; la période de la Première Guerre mondiale (1904-1918) voit un changement de nature, de qualité du carton et de procédé d'impression ;
- Les « semi-modernes » de 1918 à 1975, petits et grands formats, regroupées sous la désignation CPSM ;
- Les « cartes modernes » ou contemporaines depuis 1975, connues sous l'acronyme CPM.

### Catégories de formes
Une carte postale peut être :
- sans illustration, carte-poste ;
- reproduisant un dessin (et assimilée parfois à l'estampe) ;
- « précurseur » (éditée entre 1873 et 1878 et vendue avec un timbre adhésif) ;
- colorisée (par différents procédés techniques) ;
- à dépliant ;
- multivues (pliage leporello) ;
- photo ;
- composite (ajouts d'éléments décoratifs) ;
- non rectangulaire ;
- en matière atypique (acétate, bois, métal léger, etc.).

### Catégories thématiques
Certains collectionneurs et vendeurs regroupent les cartes postales en fonction de thèmes :

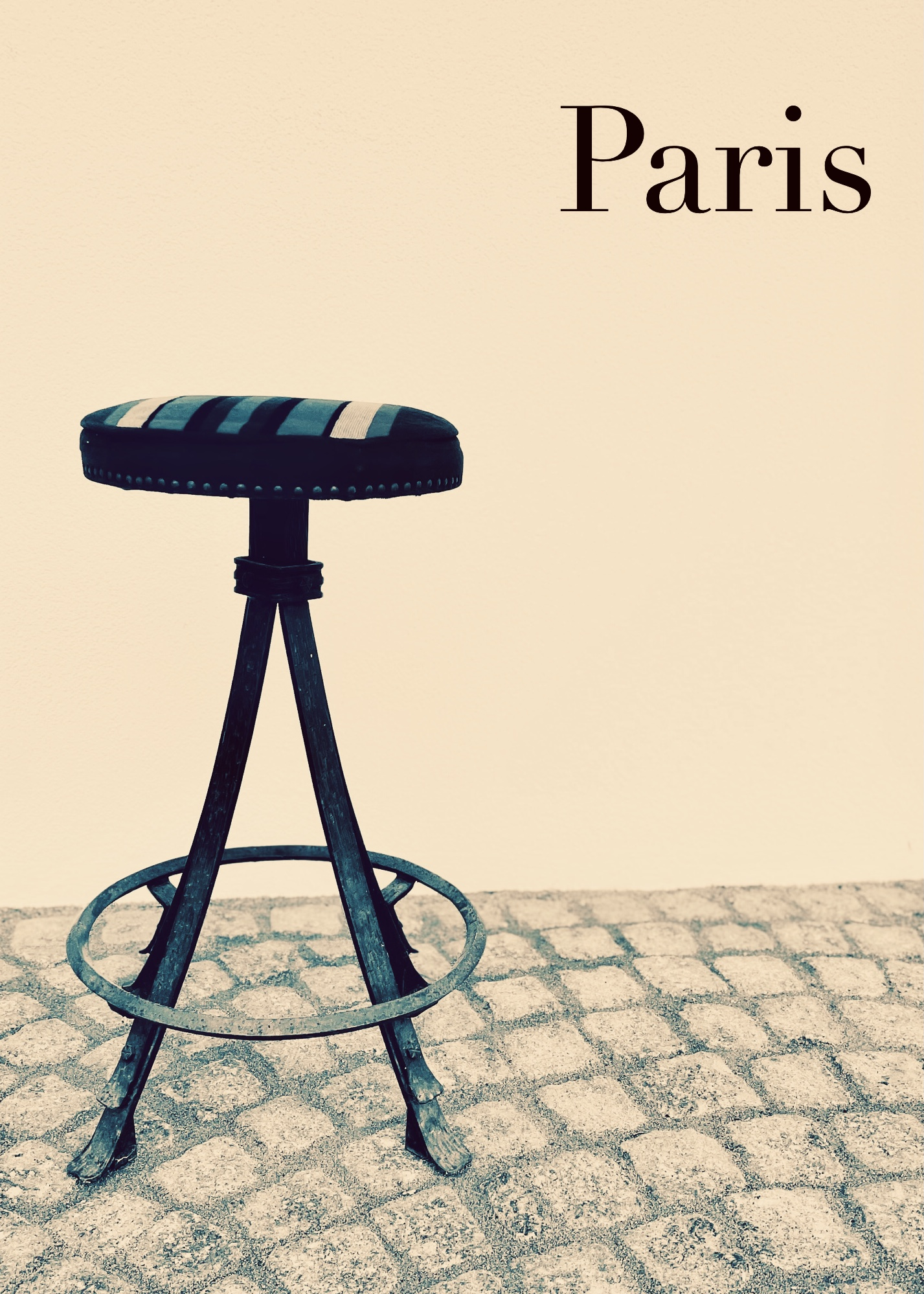
1971, Carte postale de Paris avec Tabouret Tour Eiffel

- aéronautique ;
- anniversaire ;
- artistique ;
- érotique ;
- ethnologique ;
- historique ;
- humoristique ;
- muséographique ;
- patriotique ;
- paysagère ;
- publicitaire ;
- sentimentale ;
- touristique ;
- vœux.